# Samuel Casado Conde
Samuel Casado Conde nacido en Guadix, Granada, 16 de enero de 1997) es un futbolista español que juega en la demarcación de guardameta para el Club de Fútbol Intercity de la Primera División RFEF.

## Trayectoria
Es un guardameta granadino formado en la estructura del Málaga CF en la que llegó en categoría cadete y donde estaría durante 8 temporadas. Durante la temporada 2016-17 daría el salto del juvenil al Atlético Malagueño.
Al término de la temporada 2017-18, consiguió ascender con el Atlético Malagueño a la Segunda División B. 
Durante la temporada 2018-19 disputó 19 encuentros en Segunda B, aunque no pudo evitar que su equipo descendiera a Tercera División al término de la temporada. Además, alternaría entrenamientos con el primer equipo.
El 28 de agosto de 2019 se hace oficial su incorporación a la Agrupación Deportiva Alcorcón de la Segunda División de España, que llega libre y firma por tres temporadas.
El 9 de noviembre de 2019 hace su debut en Segunda División frente a la UD Las Palmas en un encuentro que acabaría con empate a uno.
El 14 de julio de 2022, firma por el Linares Deportivo de la Primera División RFEF.
El 18 de junio de 2024, ficha por el Club de Fútbol Intercity de la Primera División RFEF.

## Clubes
| Club                          | País   | Año         |
| ----------------------------- | ------ | ----------- |
| Atlético Malagueño            | España | 2016 - 2019 |
| Agrupación Deportiva Alcorcón | España | 2019 - 2021 |
| Real Valladolid Promesas      | España | 2021 - 2022 |
| Linares Deportivo             | España | 2022 - 2024 |
| Club de Fútbol Intercity      | España | 2024 - Act. |